# Pattantyús-Ábrahám Imre
Pattantyús-Ábrahám Imre (Illava, 1891. augusztus 26. – Budapest, 1956. január 30.) kohómérnök, egyetemi tanár.

## Családja
Az erdélyi örmény Ábrahám (korábban Tákeszián) család leszármazottja. 
Apja Pattantyús-Ábrahám Márton orvos, anyja Pöschl Ilona, a neves selmecbányai professzor, Pöschl Ede leánya volt. A házasságból öt gyermek született: Géza, Márton, Endre, Imre és Erzsébet.

## Tanulmányai
Középiskolai tanulmányait a trencséni Katolikus Főgimnáziumban és a nagyszombati Érseki Katolikus Főgimnáziumban végezte, utóbbiban érettségizett 1909-ben, jeles eredménnyel. Az egész család természettudományos érdeklődési körű volt, ezért Gézát gépészmérnöknek, Imrét kohómérnöknek taníttatták. A selmecbányai Bányászati és Erdészeti Főiskolán végezte felsőfokú tanulmányait, ahol 1913-ban szerezte meg abszolutóriumát, majd a kötelező szakmai gyakorlat (a gölnicbányai állami szakiskola oktatója volt) után 1917. március 12-én kapta meg kitűnő minősítésű vaskohómérnöki oklevelét.

## Munkásságának első évei
1918-ig a gölnicbányai állami szakiskola rendes tanáraként és műhelyfőnökeként tevékenykedett. Közben, az első világháború idején hároméves katonai szolgálatot is teljesített hadmérnöki beosztásban. Itt „Koronás arany érdemkereszt” katonai kitüntetésben részesült, és főhadnagyként szerelt le. 1917-ben nősült, felesége Jankó Magdolna, egy neves selmecbányai majd soproni erdészeti főiskolai tanár és rektor, Jankó Sándor leánya. A házasságból hat gyermek született: Márton(1920–1920), Hedvig (1921–1921), Gábor (1924–1941), Edit (1925–2002), Ádám (1929–2013) és Tamás (1934–2022).
Leszerelése után, 1919 januárjában a kassai állami felsőipariskolában helyezkedett el, ahol a „Fémtechnológia”, az „Általános géptan” és a „Rajz” című tantárgyakat tanította. Néhány hónap múltán azonban menekülnie kellett a trianoni békeszerződés következtében csehszlovákká vált területről. Szülei és Erzsébet húga Csehszlovákiában maradt, a család fizikai szétszakadásához testvérei korai halála is hozzájárult.

## A soproni időszak
A fiatal kohómérnök 1919 áprilisában a Selmecbányáról Sopronba menekített Bányászati és Erdészeti Főiskola Fizika-elektrotechnikai tanszékére került Boleman Géza professzor mellé, adjunktusi beosztásban. Az 1920–21-es tanévben helyettesítette Láng Károly professzort és ellátta az I. sz. Géptani tanszék vezetői teendőit, előadta az „Általános géptan I–II.” tantárgy keretében a gépelemeket és a kalorikus gépeket. 1924-től a Kohógéptani Tanszék vezetőjévé nevezték ki főiskolai rendkívüli tanárként, majd 1927-ben főiskolai rendes tanár lett. A „Kohógéptan” és a „Kalorikus és hidrogépek” című tantárgyakat adta elő. Ezzel párhuzamosan vezette a főiskola gép- és asztalosműhelyét. 1927-ben jelent meg első fontosabb tudományos munkája, a Szakaszos üzemű elektromotorok teljesítőképessége. Nagy szakmai visszhangot kiváltott munkája az 1929-ben megjelent, Cotel Ernővel közösen írt Die Berechnung der Walzarbeit. A tanulmány az acélprofilok meleghengerlésének munkaszükségletével foglalkozott; a szerzők kiküszöbölték a korábbi számítási módszerek hiányosságait, és még nomogramokat is készítettek az egyszerűbb használat érdekében. További munkái még ebből az évből: Hőtárolók az energiakiegyenlítés szolgálatában, Ruth-tároló üzemi viszonyai.
1931-ben a főiskolai tanács a Kohómérnöki Osztály dékánjává választotta. 1934-ben a soproni főiskolát beolvasztották a József nádor Műszaki és Gazdaságtudományi Egyetembe, ami a képzés egyetemi rangra emelését is jelentette. Ezzel egyidejűleg Pattantyús-Ábrahám Imre egyetemi nyilvános rendes tanári címet kapott. Dékáni beosztásával együtt jártak volna az átszervezés kapcsán meghirdetett leépítések. Erre azonban ő nem volt hajlandó, inkább leköszönt állásáról. Fekete Zoltán, a főiskola utolsó rektora, ebből az alkalomból írta a távozó oktatónak a következő sorokat: „…a vallás- és közoktatásügyi Miniszter Úr … a tényleges szolgálat köteléke alól való felmentéséről saját kérelmére történt ideiglenes nyugalomba helyezéséről értesít… Nem mulaszthatom el ez alkalommal, hogy - … a főiskolai szakoktatás terén szerzett nagy és hervadhatatlan érdemeiért mind a magam, mind a főiskola Tanácsának őszinte háláját és köszönetét ne fejezzem ki… Kérem, hogy díszes új állásában is tartsa fenn a Nagyságod és főiskolánk közt fennálló erős lelki köteléket, s az üzemi szakkörökben a jövőben is legyen lelkes szószólója és támogatója szakoktatásunk érdekeinek!”

## Győri évek
Pattantyús-Ábrahám Imre Zorkóczy Samu meghívására a Rimamurányi-Salgótarjáni Vasműben helyezkedett el előbb műszaki tanácsosként, majd műszaki igazgatóként. A vállalat kohó-, vas- és acélgyárainak valamint vasérc- és szénbányatelepeinek gépészeti és energiagazdálkodási ügyeinek intézése tartozott a hatáskörébe. 1941-től a győri Magyar Vagon- és Gépgyár ügyvezető igazgatója lett (ekkoriban a győri gyár a Rimamurányi-Salgótarjáni Vasmű Rt-hez tartozott). 1943-tól meghívták Sopronba, a kohómérnök hallgatók II. és III. szigorlati bizottsága kültagjának. A második világháború idején a gyárat komoly károkat okozó légitámadás érte. Nyilas parancsra a gyárat ki kellett volna telepíteni, de Pattantyús szembeszállt a nyilas főispánnal: „Illaván születtem, ahol a híres fegyház van. Ha úgy akarják, meghalhatok Sopronkőhidán, a másik híres fegyházban. Így legalább stílusos lesz!” – fakadt ki. A kitelepítést – ahogy lehetett – elszabotálta, az értékes ép gépeket a romok alá mentették, a roncs gépeket telepítették ki. Ez biztosította front elvonulása utáni gyors helyreállítást, így a háború után a gyár szinte azonnal termelni kezdhetett. A vészkorszakban több zsidó munkatársát megmentette, ezért 2000-ben postumus Yad Vasem (világ igaza) kitüntetést kapott. Eredményes munkássága elismeréseként a Nehézipari Központ az államosítás után is megerősítette állásában, egy év múlva vezérigazgatónak nevezték ki, majd 1948. június 19-én a Magyar Köztársaság Érdemrend kiskeresztjével tüntették ki.
1949-ben felkérték a Miskolcon frissen létrehozott Nehézipari Műszaki Egyetem soproni Bánya- és Kohómérnöki Karán a „Hőerőgépek és kompresszorok” valamint a „Kohótelepek energiagazdálkodása”, majd a „Kohászati szállítóberendezések” és a „Gépelemek” című tantárgyak előadására. Ezek a teendők annyira lefoglalták idejét és energiáját, hogy az oktatást nem tudta összeegyeztetni a vállalat első számú vezetői feladataival, ezért a gyár vezetését átadta addigi helyettesének, ő vállalatvezető-helyettesként dolgozott tovább.

## Miskolcon
1951-ben felkérték a Nehézipari Műszaki Egyetemen létesítendő Általános géptani tanszék vezetésére, egyúttal újra kinevezték egyetemi tanárnak. Az új tanszék létrehozása komoly elfoglaltságot jelentett számára, de a tanszékvezetői teendők mellett a következő időszakban egy sor tantárgyat adott elő: a gépészmérnök hallgatóknak a Hőerőgépek üzemtanát, a kohómérnök hallgatóknak 1952-től haláláig a Kalorikus gépek üzemtanát, a Kohászati elektrotechnikát és a Kohászati szállítóberendezéseket. Hallgatói, kollégái szerették, tisztelték (bizonyíték erre az is, hogy a hallgatók által évente kiadott tréfás Húzótüske című kiadványnak „Patyi bácsi” állandó szereplője volt. Rengeteg időt töltött a hallgatóság között, rendszeresen megjelent a tanulókörökben, csakhogy minden lehetséges módon támogathassa a hallgatókat ismereteik elsajátításában, vagy hogy beszélgessen velük bármilyen más témáról. 1952 és 1955 között a Kohó- és Bányamérnöki Kar volt a dékánja. 1952-ben – addigi tudományos munkájának elismeréseként – a Tudományos Minősítő Bizottság a műszaki tudományok kandidátusa tudományos fokozatot adományozta számára. 1953-ban és 1954-ben Munka Érdemrend kitüntetésben részesült. 1955-ben jelentek meg egyetemi jegyzetei Kohászati szállítóberendezések és Kohászati elektrotechnika címmel.
1955-ben egészsége megrendült, szervezete egy éven át küzdött a gyilkos kórral. A budapesti Orvostudományi Egyetem egyik belgyógyászati klinikáján hunyt el, 1956. február 4-én temették el a budapesti Farkasréti temetőben. Szomorú érdekesség, hogy bátyja, Pattantyús-Ábrahám Géza akadémikus, a Műegyetem legendás professzora, ugyanebben az évben, pár hónappal később, 1956. szeptember 29-én halt meg.